# 向阳街道 (辽源市)
向阳街道，是中华人民共和国吉林省辽源市龙山区下辖的一个乡镇级行政单位。

## 行政区划
向阳街道下辖以下地区：
正阳社区、福阳社区和兴阳社区。